# Sainte-Thérèse
Sainte-Thérèse es una ciudad de la provincia de Quebec, Canadá. Es una de las ciudades que conforman la Comunidad metropolitana de Montreal y se encuentra en el condado regional de Thérèse-De Blainville y a su vez, en la región administrativa de Laurentides. Hace parte de las circunscripciones electorales de Groulx a nivel provincial y de Marc-Aurèle-Fortin a nivel federal.

## Geografía
Sainte-Thérèse se encuentra ubicada en las coordenadas 45°38′00″N 73°51′00″O / 45.63333, -73.85000. Según Statistique Canada, tiene una superficie total de 9,58 km² y es una de las 1135 municipalidades en las que está dividido administrativamente el territorio de la provincia de Quebec.

## Demografía
Según el censo de 2011, había 26 025 personas residiendo en esta ciudad con una densidad poblacional de 2716,1 hab./km². Los datos del censo mostraron que de las 25 224 personas censadas en 2006, en 2011 hubo un aumento poblacional de 801 habitantes (3,2%). El número total de inmuebles particulares resultó de 12 713 con una densidad de 1327,04 inmuebles por km². El número total de viviendas particulares que se encontraban ocupadas por residentes habituales fue de 12 144.